# Mongolicosa
Mongolicosa là một chi nhện trong họ Lycosidae.